# Clifford Milburn Holland

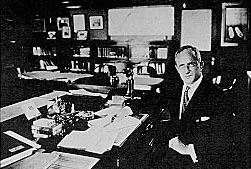
Clifford Milburn Holland nel 1919.

Clifford Milburn Holland (Somerset, 13 marzo 1883 – Battle Creek, 7 ottobre 1924) è stato un ingegnere statunitense conosciuto principalmente per aver lavorato a vari tunnel che collegano Manhattan alla terraferma, tra cui l'Holland Tunnel.

## Biografia
Clifford Milburn Holland nacque come figlio unico da Edward John Holland e Lydia Frances Hood. In seguito, si laureò all'università di Harvard con un Bachelor of Arts nel 1905 e con un Bachelor of Science in ingegneria civile nel 1906. Il 5 novembre 1908, sposò Anna Coolidge Davenport, dalla quale ebbe quattro figli.
Holland iniziò la sua carriera a New York, lavorando come aiuto ingegnere alla costruzione del Joralemon Street Tunnel. In seguito, lavorò come ingegnere incaricato nella costruzione del Clark Street Tunnel, del 60th Street Tunnel, del Montague Street Tunnel e del 14th Street Tunnel.
Holland fu quindi capo ingegnere nel progetto dell'Hudson River Vehicular Tunnel, il suo lavoro più importante. Tuttavia, Holland morì per un attacco di cuore il 7 ottobre del 1924, all'età di 41 anni, presso Battle Creek, dopo essere stato mandato lì per via di un esaurimento nervoso causato dalle lunghe ore e dallo stress provocato dal lavorare nell'aria compressa del tunnel. Il progetto fu quindi ribattezzato Holland Tunnel in sua memoria dalla New York State Bridge and Tunnel Commission e dalla New Jersey Interstate Bridge and Tunnel Commission il 2 novembre 1924.

## Lavori
- Joralemon Street Tunnel (1903-1908)
- Clark Street Tunnel (1914-1919)
- 60th Street Tunnel (1915-1920)
- Montague Street Tunnel (1914-1920)
- 14th Street Tunnel (1919-1924)
- Holland Tunnel (1920-1927)